# ピーターボロ郡
ピーターボロ郡（ピーターボロぐん、英：Peterborough County）は、カナダのオンタリオ州中央部に位置する地方行政区のひとつ。
1838年にピーターボロを中心としたコルボーン地区が設立され、1850年にピーターボロ郡となる。1862年に再分割され、ハリバートン郡とピーターボロ郡、ビクトリア郡（現在のカワーサレイクス市）とに分かれた。郡内の南部は都市部と農地が混在し、北部にはカワーサ・ハイランズ州立公園（Kawartha Highlands Provincial Park）があり、人口分布がまばらで川や池が多く広がっている。
ピーターボロ市は国勢調査区分上、郡内に含むが郡の行政としては管轄区域外の都市となっている。

## 主な都市
- ピーターボロ （Peterborough）：行政管轄外
- ノーウッド （Norwood）